# Élections sénatoriales de 2023 dans la Haute-Marne
Les élections sénatoriales de 2023 dans la Haute-Marne ont lieu le dimanche 24 septembre 2023. Elles ont pour but d'élire les deux sénateurs représentant le département au Sénat pour un mandat de six années.

## Contexte départemental
Lors des élections sénatoriales de 2017 dans la Haute-Marne, deux LR, Charles Guené et Bruno Sido ont été réélus.
Depuis, tous les effectifs du collège électoral des grands électeurs ont été renouvelés, avec les élections législatives de 2022, les élections régionales de 2021, les élections départementales de 2021 et les élections municipales de 2020.

## Sénateurs sortants
| Sénateur | Sénateur      | Parti | Fonctions lors de l'élection en 2017                 |
| -------- | ------------- | ----- | ---------------------------------------------------- |
|          | Charles Guené | LR    | Sénateur sortant, maire de Vaux-sous-Aubigny         |
|          | Bruno Sido    | LR    | Sénateur sortant, président du conseil départemental |

## Présentation des candidats et des suppléants
Les nouveaux représentants sont élus pour une législature de 6 ans au suffrage universel indirect par les 791 grands électeurs du département. Dans la Haute-Marne, les sénateurs sont élus au scrutin majoritaire plurinominal. Le nombre reste inchangé, deux sénateurs sont à élire. 
| T/S | Candidats | Candidats                   | Parti | Principales fonctions                                                           |
| --- | --------- | --------------------------- | ----- | ------------------------------------------------------------------------------- |
| T   |           | Sébastien Drouot            | LFI   |                                                                                 |
| S   |           | Michèle Leclerc             | LFI   |                                                                                 |
|     |           |                             |       |                                                                                 |
| T   |           | Ingrid Viot                 | LFI   |                                                                                 |
| S   |           | Jacky Grange                | LFI   |                                                                                 |
|     |           |                             |       |                                                                                 |
| T   |           | Christophe Minoux-Fèvre     | PRG   | Conseiller municipal de Langres                                                 |
| S   |           | Véronique de Villez-Varnier | DVD   | Conseillère municipale de Saint-Dizier                                          |
|     |           |                             |       |                                                                                 |
| T   |           | Éric Krezel                 | DVD   | Maire de Ceffonds                                                               |
| S   |           | Laurence Marcyan            | DVD   | Maire de Magneux                                                                |
|     |           |                             |       |                                                                                 |
| T   |           | Fabrice Ducreuzot           | DVD   | Maire de Courcelles-en-Montagne                                                 |
| S   |           | Gwenaëlle Gobbo             | DVD   | Adjointe au maire de Brennes                                                    |
|     |           |                             |       |                                                                                 |
| T   |           | Virginie Gerevic            | DVD   | Maire d'Eurville-Bienville                                                      |
| S   |           | Patrick Domec               | DVD   | Maire de Fayl-Billot                                                            |
|     |           |                             |       |                                                                                 |
| T   |           | Anne-Marie Nédélec          | DVD   | Vice-Présidente du conseil départemental, maire de Nogent                       |
| S   |           | Nicolas Lacroix             | LR    | Président du conseil départemental, conseiller municipal de Bourdons-sur-Rognon |
|     |           |                             |       |                                                                                 |
| T   |           | Bruno Sido                  | LR    | Sénateur sortant                                                                |
| S   |           | Fabienne Shollhammer        | LR    | Conseillère départementale                                                      |
|     |           |                             |       |                                                                                 |
| T   |           | Benjamin Fèvre              | RN    | Maire de Courcelles-sur-Blaise                                                  |
| S   |           | Émilie Marchand             | RN    | Adjointe au maire de Brachay                                                    |
|     |           |                             |       |                                                                                 |

## Résultats
| Candidats                | Candidats                | Parti                    | Nuance                   | Premier tour | Premier tour | Second tour | Second tour |
| Candidats                | Candidats                | Parti                    | Nuance                   | Voix         | %            | Voix        | %           |
| ------------------------ | ------------------------ | ------------------------ | ------------------------ | ------------ | ------------ | ----------- | ----------- |
|                          | Anne-Marie Nédélec       | SE                       | DVD                      | 337          | 43,71        | 375         | 48,45       |
|                          | Bruno Sido               | LR                       | LR                       | 242          | 31,39        | 263         | 33,98       |
|                          | Virginie Gerevic         | SE                       | DVD                      | 181          | 23,48        | 215         | 27,78       |
|                          | Benjamin Fèvre           | RN                       | RN                       | 166          | 21,53        | 164         | 21,19       |
|                          | Éric Krezel              | SE                       | DVD                      | 154          | 19,97        | 135         | 17,44       |
|                          | Christophe Minoux-Fèvre  | PRG                      | RDG                      | 152          | 19,71        | 123         | 15,89       |
|                          | Fabrice Ducreuzot        | SE                       | DVD                      | 112          | 14,53        | 98          | 12,66       |
|                          | Sébastien Drouot         | LFI                      | FI                       | 13           | 1,69         | Retrait     | Retrait     |
|                          | Ingrid Viot              | LFI                      | FI                       | 10           | 1,30         | Retrait     | Retrait     |
|                          |                          |                          |                          |              |              |             |             |
| Suffrages exprimés       | Suffrages exprimés       | Suffrages exprimés       | Suffrages exprimés       | 771          | 98,59        | 774         | 99,23       |
| Votes blancs             | Votes blancs             | Votes blancs             | Votes blancs             | 5            | 0,64         | 2           | 0,26        |
| Votes nuls               | Votes nuls               | Votes nuls               | Votes nuls               | 6            | 0,77         | 4           | 0,51        |
| Total                    | Total                    | Total                    | Total                    | 782          | 100          | 780         | 100         |
| Abstention               | Abstention               | Abstention               | Abstention               | 9            | 1,14         | 11          | 1,39        |
| Inscrits / participation | Inscrits / participation | Inscrits / participation | Inscrits / participation | 791          | 98,86        | 791         | 98,61       |